# ワナカ湖
ワナカ湖（ワナカこ、英語: Lake Wanaka) は、ニュージーランドのオタゴ地方に位置する。標高274メートル、面積は192平方キロメートル (193km2) で、ニュージーランドで4番目に大きい湖であり、深さは300メートル余り (最大深度約311m) と推定される。
湖の名はマオリ語 で「オアナカ」（Oanaka、「アナカ〈Anaka〉の地」の意で、アナカはこの地方の酋長）の転訛による。 ワナカは、湖南部のロイス湾 (Roys Bay) に位置する町の名前でもある。

## 地理

### 位置
ワナカ湖は、ニュージーランドの南島、オタゴ地方の中心部にある。町は、大氷河が湖の両岸を削った入り江に位置し、マウント・アスパイアリング国立公園の玄関口となる。自然のままで美しいハウェア湖が車で15分の距離にあり、また、辺境の町マカロラ (Makarora) がウェスト・コーストの氷河地帯を前にした最終地点である。南にはカードローナ渓谷 (Cardrona Valley) があり、近郊のクイーンズタウンへ至る、眺めの良い山岳ルートを提供する。

### 地勢

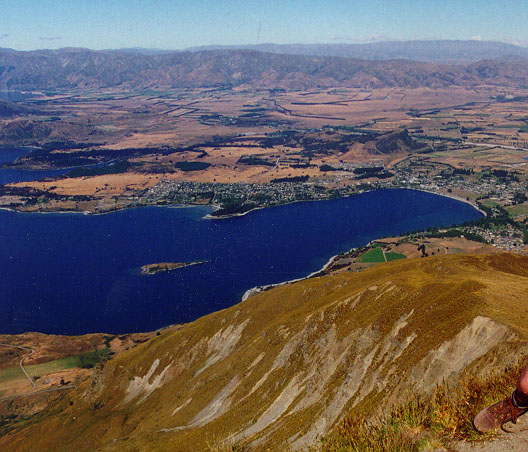
遠く南東のクルーサ川とハウェア湖が見える

湖の最長範囲はほぼ南北に沿い、長さ45キロメートル、幅6キロメートル、最大幅となる場所は南端で10キロメートルである。湖の西岸は、海抜2,000メートル以上の高峰が並んでいる。東岸沿いも同様であるが、山々の頂はやや低い。
ワナカは1万年以上前の、最後の氷期の間に氷河の浸食によって形成されたU字谷に位置している。湖水はマトゥキトゥキ川 (Matukituki River) とマカロラ川 (Makarora River) によって供給され、ダブリン湾 (Dublin Bay) より流れ出るクルーサ川 (Clutha River) の源流となる。近隣のハウェア湖は東へ8キロメートル、近くの氷河によって削られた平行する谷に位置する。最も近い地点（ザ・ネック〈The Neck〉と呼ばれる）では、それらの湖はわずか1,000メートル離れるにすぎない。
湖には、南端のワナカの町に近いルビー島 (Ruby Island) や、スティーブンソンズ島 (Stevensons 〈Te Peka Karara〉Island) 、モウ・タプ島 (Mou Tapu Island) 、モウ・ワホ島 (Mou Waho Island 〈ハリッジ島、Harwich Island〉) など小さな島が見られ、そのいくつかが現在、生態保護区となっており、例えばスティーブンソンズ島の場合、ニュージーランドクイナが生息する。また、湖の周りで唯一平坦な土地が、クルーサ川への流れを囲んで見られる。ワナカやアルバート・タウンの町はここに位置する。

### 気候

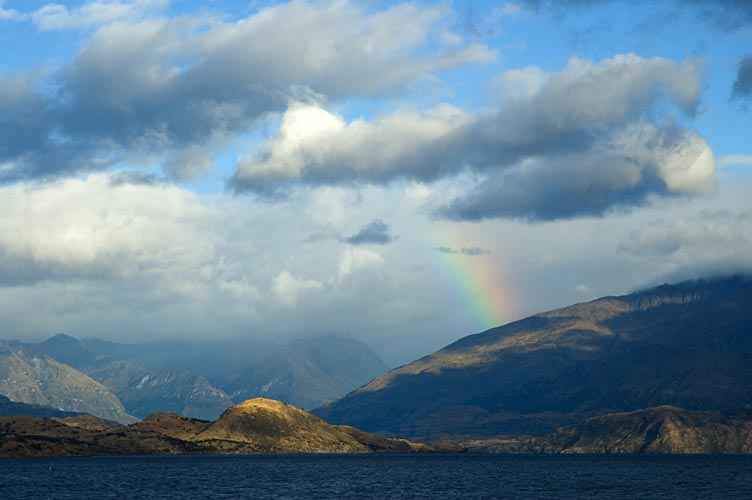
曇りの日のワナカ湖

ワナカ湖の気候は温暖で、1月の一日の平均最高気温は26.1℃、7月は10.1℃。1月の最低気温は1.4℃、6月がマイナス8.2℃。湖の平均年間降水量は682ミリメートル（雨のない時期が数週間みられる）で、間近のフィヨルドランドやウェスト・コースト地方の降水量をはるかに下回る。風は通常、北西から吹く。

## 歴史
マオリの伝承によれば、ワナカ湖やハウェア湖は、祖先 Rakaihautu（Uruao 号〈カヌー〉の船長）の鋤（すき）によって掘削されたといわれる。

### 探検と入植
マオリは長くその存在を知っていたが、この湖に到達した最初のヨーロッパ人は1853年のナザニエル・チャーマーズ (Nathaniel Chalmers) であったとされる。彼は2人のマオリを伴い、サウスランド地方の Tuturau からカワラウ川 (Kawarau River) を経由して湖まで歩き、その後いかだで下りクルーサに戻った。また1859年頃、その地域の新しい地図を作成していた他の探検家が、マカロラ渓谷 (Makarora Valley) でマオリの村の跡（1836年に部族の襲撃で破壊された）を発見した。1861年頃、いくつかの新しい牧羊場が湖の南端周辺に開かれ、1862年には、湖自体が捕鯨ボートで調査された。初期のヨーロッパ名はペンブローク湖 (Lake Pembroke) であった。

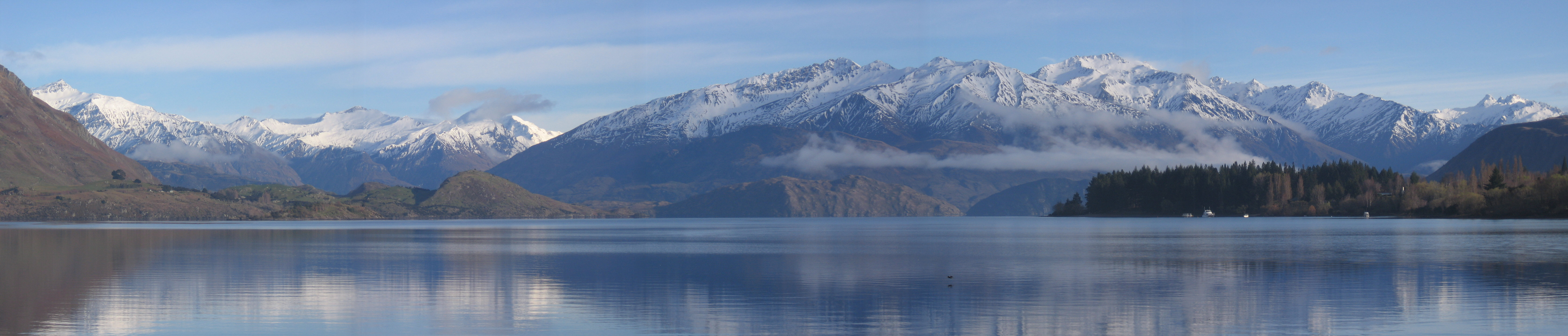
ワナカ湖の風景